# Biidmonea fayalensis
Biidmonea fayalensis är en mossdjursart som beskrevs av Calvet 1903. Biidmonea fayalensis ingår i släktet Biidmonea och familjen Crisinidae. Inga underarter finns listade i Catalogue of Life.